# Pogwizdów Stary
Pogwizdów Stary (Gwizdów) – wieś w Polsce, położona w województwie podkarpackim, w powiecie rzeszowskim, w gminie Głogów Małopolski.
| SIMC    | Nazwa       | Rodzaj    |
| ------- | ----------- | --------- |
| 0650092 | Duży Koniec | część wsi |
| 0650100 | Majdan      | część wsi |
| 0650117 | Mały Koniec | część wsi |

W latach 1975–1998 wieś administracyjnie należała do województwa rzeszowskiego.
Przez wieś przepływa rzeka Łęg (Zyzoga).